# Diocèse de Pittsburgh

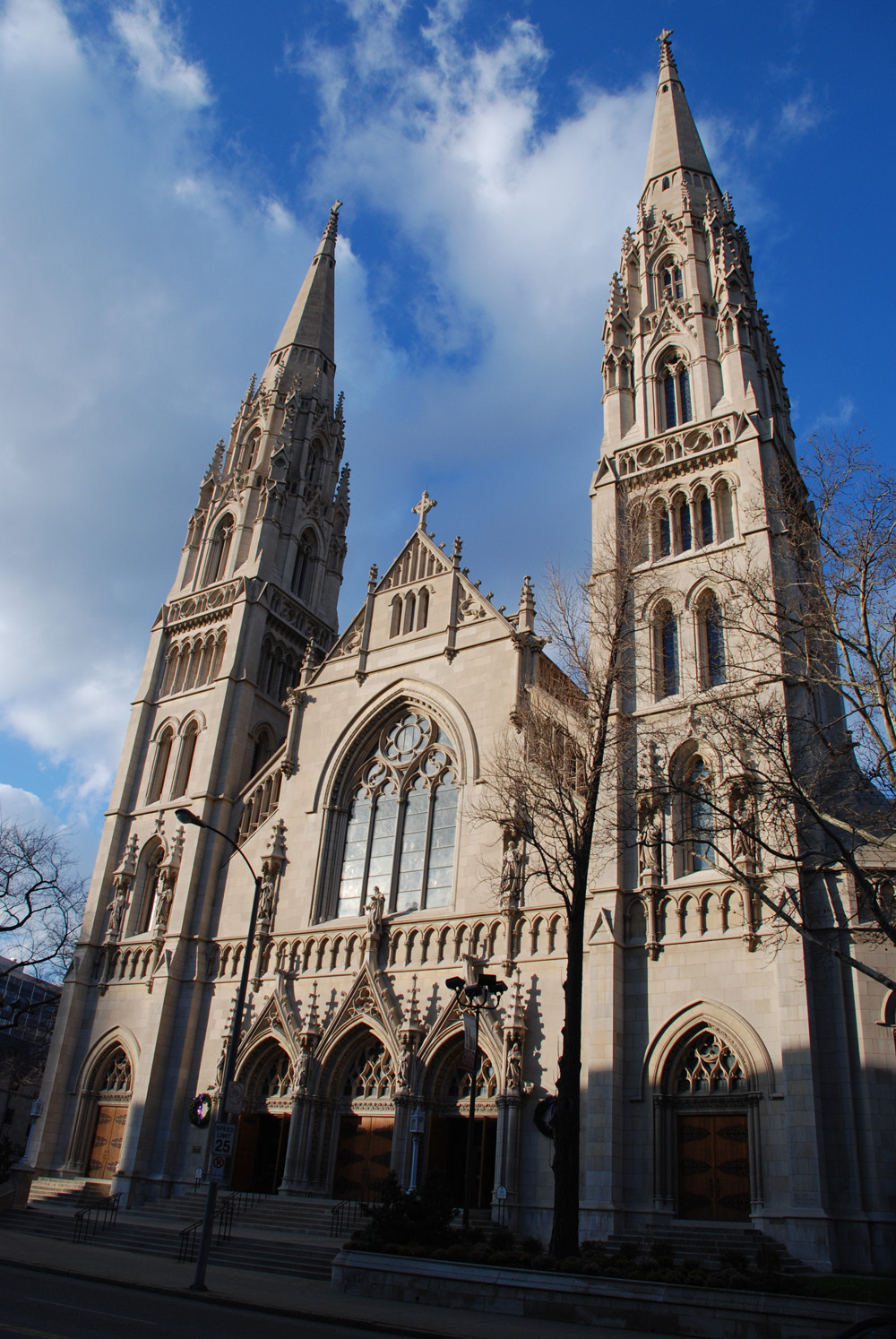
Façade de la cathédrale Saint-Paul de Pittsburgh.

Le diocèse de Pittsburgh (Dioecesis Pittsburgensis) est un siège de l'Église catholique aux États-Unis, suffragant de l'archidiocèse de Philadelphie, érigé le 11 août 1843. Il comptait 719 801 baptisés au mois de juin 2008 avec 280 prêtres actifs en 2009 pour 215 paroisses. Sa cathédrale est la cathédrale Saint-Paul de Pittsburgh.

## Ordinaires
1. † Michael O'Connor, SJ (1843–1853) (1853–1860) – Transféré au nouveau diocèse d'Érié le 29 juillet 1853; transféré à nouveau à Pittsburgh en décembre 1853; démission le 23 mai 1860; entre à la Compagnie de Jésus le 22 décembre 1860; mort le 18 octobre 1872
2. † Michael Domenec, CM (1860–1876) – Nommé premier évêque d'Allegheny le 11 janvier 1876; démissionne le 29 juillet 1877; mort le 5 janvier 1878
3. † John Tuigg (1876–1889) – Mort le 7 décembre 1889
4. † Richard Phelan (1889–1904) – Mort le 20 décembre 1904
5. † Jean-François Régis Canevin (en) (1904–1921) – Nommé archevêque titulaire de Péluse (de) le 9 janvier 1921; mort le 2 mars 1927
6. † Hugh Charles Boyle (1921–1950) – Mort le 22 décembre 1950
7. † John F. Dearden (1950–1958) – Archevêque de Détroit le 18 décembre 1958: créé cardinal le 28 avril 1969; démissionne le 16 juillet 1988; meurt le 2 août 1988
8. † John J. Wright (1959–1969) – Nommé préfet de la Sacrée Congrégation pour le Clergé le 23 avril 1969; créé cardinal le 28 avril 1969; démissionne du siège de Pittsburgh le 1er juin 1969; meurt le 10 août 1979
9. † Vincent Leonard (1969–1983) – Démissionne le 30 juin 1983; meurt le 28 août 1994
10. † Anthony J. Bevilacqua (1983–1987) – Nommé archevêque de Philadelphie le 8 décembre 1987; créé cardinal le 28 juin 1991; à la retraite le 15 juillet 2003; administrateur apostolique de Philadelphie, jusqu'au 7 octobre 2003
11. Donald W. Wuerl (1988–2006) – Archevêque de Washington le 22 juin 2006; créé cardinal le 20 novembre 2010
12. David A. Zubik (en) (18 juillet 2007 – 4 juin 2025)
13. Mark Eckman (en) (depuis le 4 juin 2025)

## Sources
- Cet article est partiellement ou en totalité issu de l'article intitulé « Liste des évêques de Pittsburgh » (voir la liste des auteurs).